# Eloeophila pusilla
Eloeophila pusilla là một loài ruồi trong họ Limoniidae. Chúng phân bố ở miền Cổ bắc.